# Vârsta de aramă
Vârsta de aramă este un film românesc din 1987 regizat de Copel Moscu.